# Rudolf Frerichs
Rudolf Frerichs (* 4. April 1901 in Köln; † 27. November 1982) war ein deutscher Physiker. 
Frerichs wurde 1924 an der Universität Bonn promoviert. Er war mit Carl Ramsauer Herausgeber der Zeitschrift für Technische Physik und am Kaiser-Wilhelm-Institut für Physik in Berlin.
1947 ging er an die Northwestern University, an der er 1956 Professor in der Fakultät für Elektrotechnik wurde. 1969 wurde er emeritiert. 1950 wurde er Fellow der American Physical Society.
Er befasste sich mit neuen Lichtquellen, Forschung im UV-Bereich, mit der Entwicklung der Cadmiumsulfid-Fotozelle, Infrarot-durchlässigem Arsentrisulfid-Glas, der Herstellung supraleitender Filme und Niederdruck-Xenon-Gasentladungsröhren.
Er trug zum Handbuch der Physik bei.